# Flugzeugträger

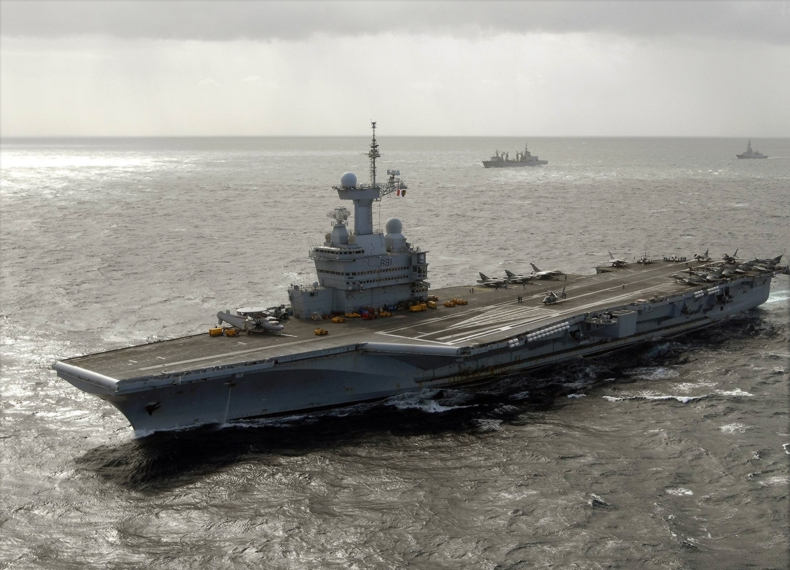
Der französische Flugzeugträger Charles de Gaulle im Roten Meer, 2019

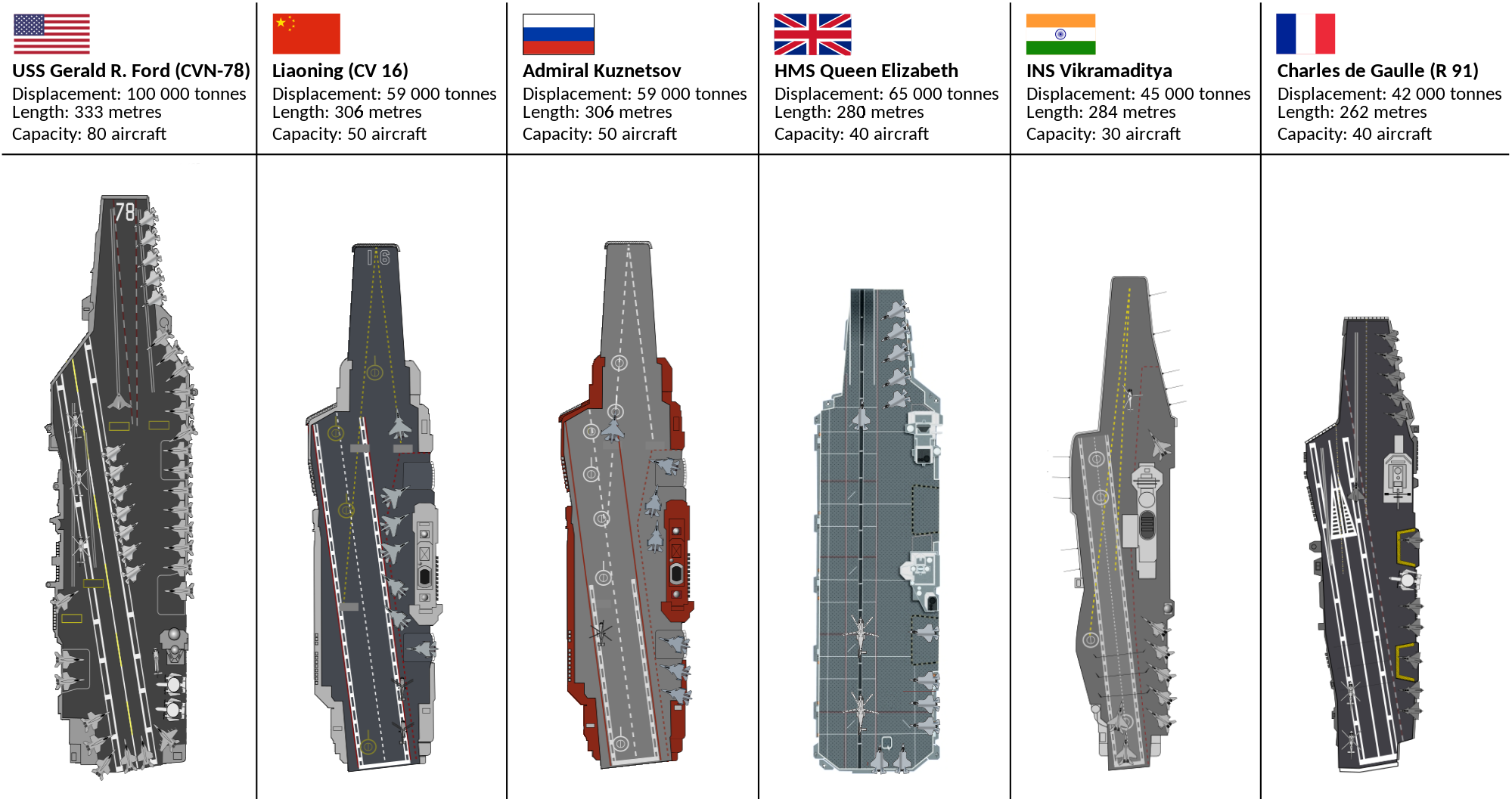
• Gerald R. Ford
• Liaoning
• Admiral Kusnezow
• Queen Elizabeth
• Vikramaditya
• Charles de Gaulle

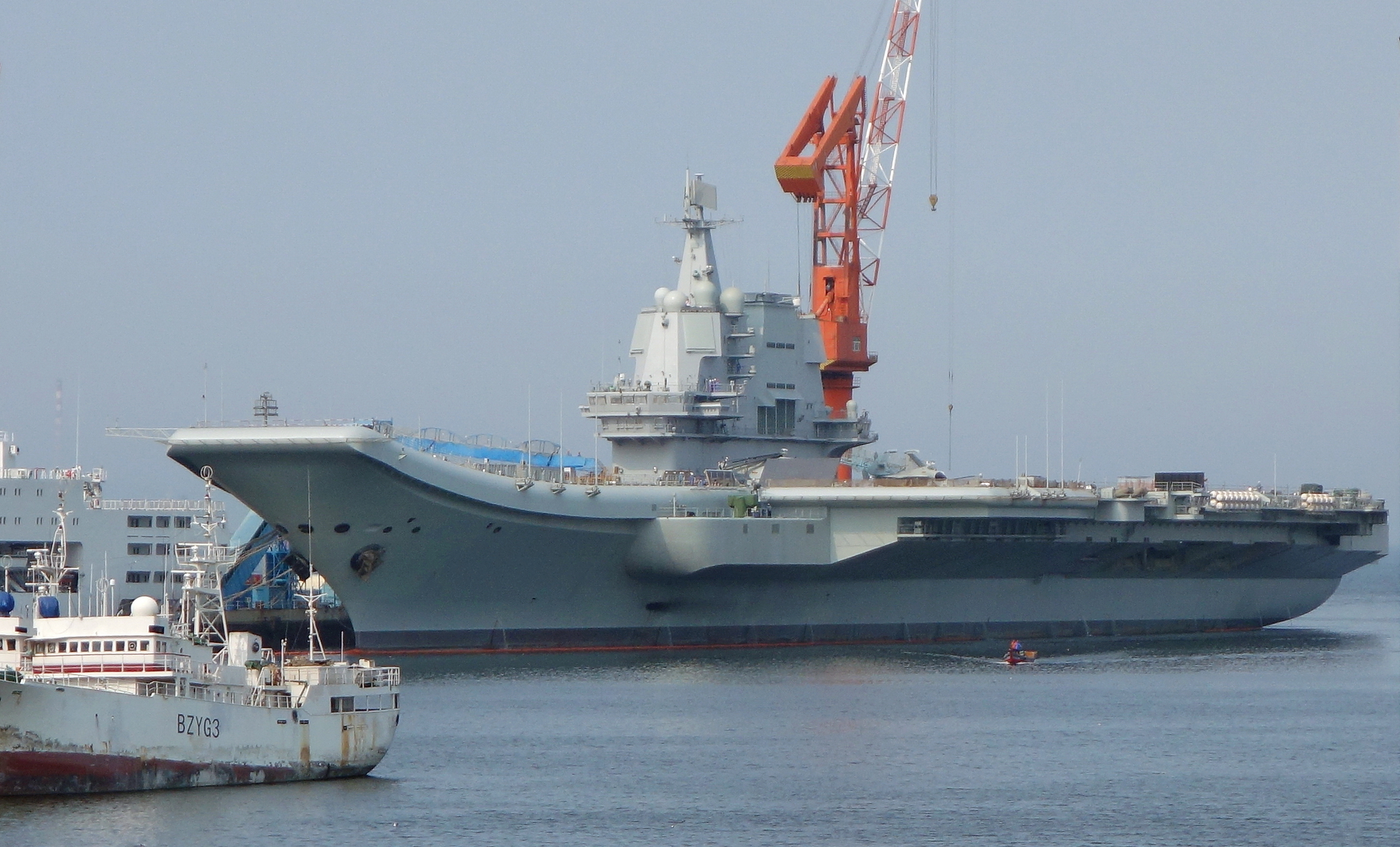
Shandong

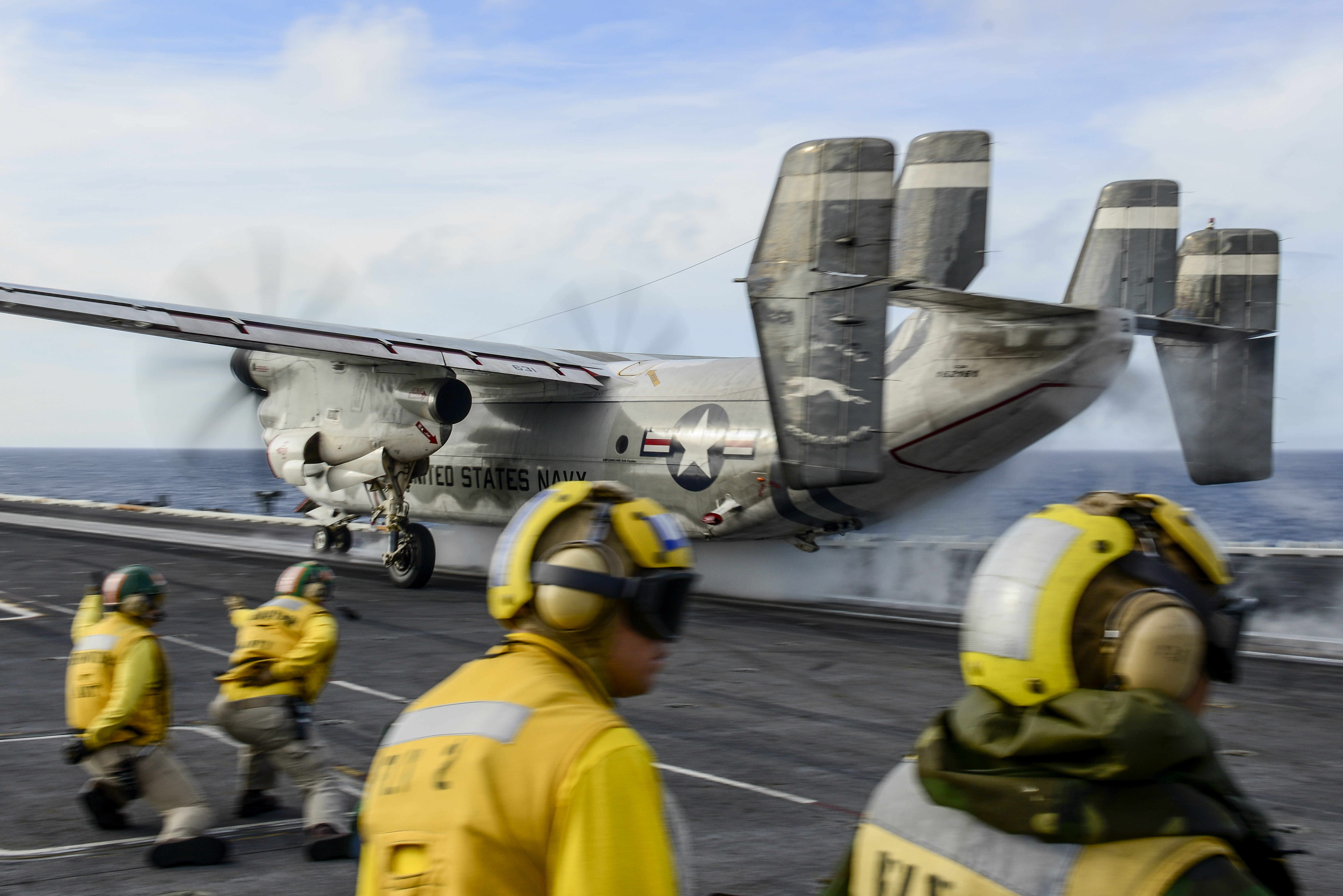
Flugzeug C-2 Greyhound beim Start auf See

Ein Flugzeugträger ist ein Kriegsschiff, das als seegestützte Luftwaffenbasis dient. Dazu ist es mit einem Flugdeck ausgestattet, auf dem Militärflugzeuge und geeignete Versorgungsflugzeuge starten und landen können. Weiterhin enthält es Infrastruktur zu Transport, Reparatur, Be- und Entwaffnung von Militärflugzeugen sowie zum Eigenschutz des Flugzeugträgers. Jeder der heute im Einsatz befindlichen Flugzeugträger bildet normalerweise den Kern einer Trägerkampfgruppe. Mit ihrer Hilfe kann ein Staat weltweit militärisch handeln, auch ohne Stützpunkte im Konfliktgebiet zu unterhalten. Moderne große Flugzeugträger (Flottenflugzeugträger) mit einer Verdrängung von über 75.000 tn.l. Deplacement werden manchmal auch „Supercarrier“ genannt.
Derzeit gibt es weltweit 21 einsatzfähige Flugzeugträger, 11 davon gehören zur United States Navy (Stand 2022).

## Geschichte

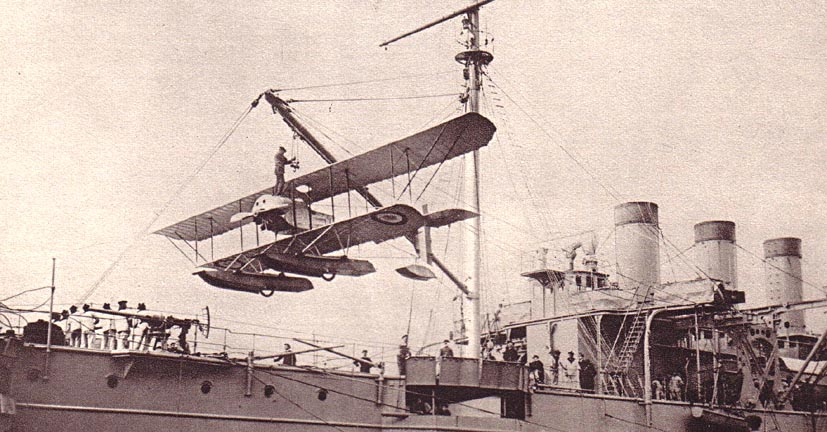
Die Foudre war der Vorgänger der ersten Flugzeugträger (1910)

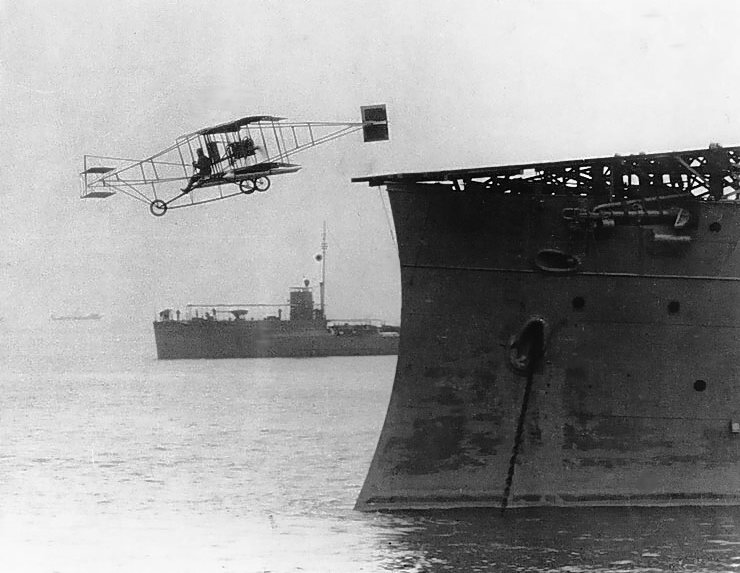
Eugene B. Ely kurz nach dem Start von der Birmingham (14. November 1910)

Als Vorgänger aller Flugzeugträger gilt das französische Flugzeugmutterschiff Foudre. Dem US-Amerikaner Eugene Burton Ely gelang am 14. November 1910 um 15:30 Uhr von einer am Bug der Birmingham angebrachten Plattform mit einem Curtiss-Doppeldecker der erste Start von einem Schiff. Zwei Monate später, am 18. Januar 1911, gelang ihm auch die erste Landung auf einem Schiff. Er landete mit seiner Maschine auf der Pennsylvania, die eigens dafür mit einer hölzernen Plattform ausgerüstet worden war. Nach einem kurzen Aufenthalt an Bord flog er wieder zurück an Land.
Am 6. September 1914 wurden der österreichisch-ungarische Kreuzer Kaiserin Elisabeth und das deutsche Kanonenboot Jaguar vor Tsingtau Ziele des ersten seegestützten Luftangriffes in der Geschichte; beide Schiffe wurden dabei nicht getroffen. Der Angriff erfolgte vom japanischen Flugzeugmutterschiff Wakamiya aus. Die in Frankreich gebauten Farman Doppeldecker-Wasserflugzeuge mussten per Bordkran ausgesetzt und gestartet werden.
Die Entwicklung der Flugzeugträger begann bereits vor dem Ersten Weltkrieg, zunächst mit Handels- und Kriegsschiffen, die durch entsprechende Umrüstung zu sogenannten seeflugzeugtragenden Flugzeugmutterschiffen wurden.
Die Britische Argus war zum Ende des Ersten Weltkriegs hin der erste vollwertige Flugzeugträger für Radflugzeuge.
Die Japaner folgten bald darauf mit der Hōshō, und auch die US Navy fand den Anschluss an diese Entwicklung mit dem umgebauten Kohlenfrachter Jupiter, der nach dem Umbau den Namen Langley und die Kennung CV-1 erhielt. Das erste als Flugzeugträger entworfene und gebaute Schiff war die britische Hermes, die am 11. September 1919 vom Stapel lief und bereits im Juli 1917 in Auftrag gegeben wurde.
In den 1920er und 1930er Jahren wurde sowohl die Technik der Flugzeugträger als auch die der Flugzeuge ständig weiterentwickelt. So stattete im Jahr 1930 die Royal Navy ihren Flugzeugträger Courageous mit einer der ersten brauchbaren Fangseilanlagen aus.

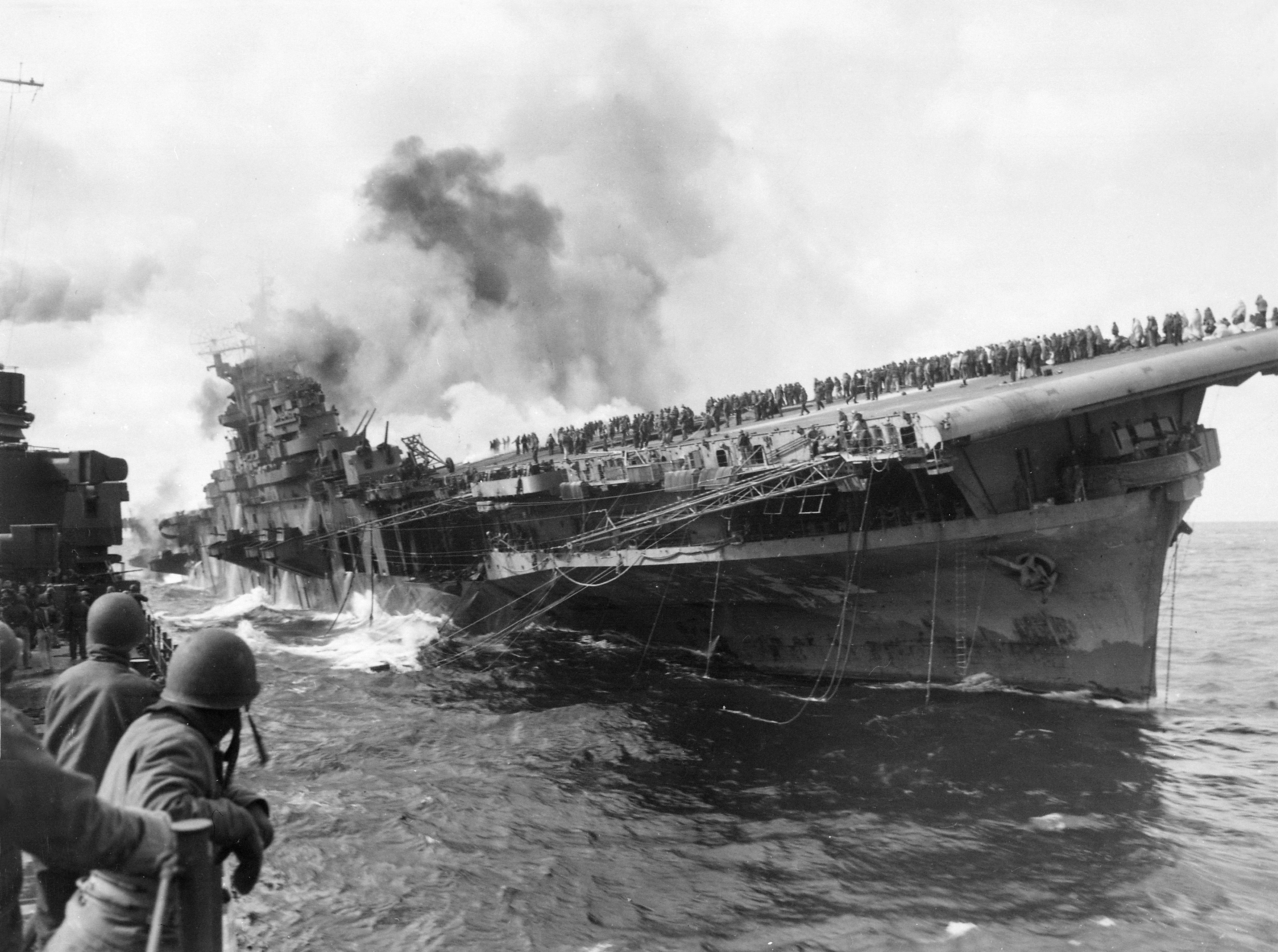
Die Franklin brennend mit Schlagseite nach schweren japanischen Bombentreffern (März 1945)

Im Zweiten Weltkrieg spielten Flugzeugträger erstmals eine äußerst wichtige Rolle. So stützte sich der vernichtende Luftangriff Japans auf Pearl Harbor im Dezember 1941 auf eine Flotte von sechs Flugzeugträgern (Kaga, Akagi, Sōryū, Hiryū, Shōkaku und Zuikaku), von denen Sturzkampfbomber und Torpedobomber starteten. Japaner und Amerikaner setzten in der Schlacht im Korallenmeer im Mai 1942 und in der Schlacht um Midway im Juni 1942 trägergestützte Flugzeuge ein, um das jeweilige gegnerische Trägergeschwader zu vernichten. Der Flugzeugträger war von Anfang an die Hauptwaffe zur Seebeherrschung im Pazifikkrieg. Zur Vermehrung des Trägerbestandes wurden ab 1942 auch die Rümpfe von bereits begonnenen Leichten Kreuzern der Cleveland-Klasse als Leichte Flugzeugträger fertiggestellt. Damit entstanden die neun Schiffe der Independence-Klasse. Zwei Einheiten der leistungsstärkeren Saipan-Klasse konnten nicht mehr in das Kriegsgeschehen eingreifen.
Der Krieg in Afrika zwischen den italienischen Streitkräften und dem Deutschen Afrikakorps auf der einen Seite und den britischen Streitkräften auf der anderen Seite wurde entscheidend beeinflusst durch britische Flugzeugträger, die die Geleitzüge zur Versorgung der Mittelmeerinsel Malta sicherten und Malta mit Flugzeugen zum Abwehrkampf gegen die deutschen Bombenangriffe versorgten. Immer wieder wurden Flugzeugträger eingesetzt, die nur Jagdflugzeuge transportierten, die dann von den Trägern zur Insel Malta flogen, zur Verstärkung der Luftabwehr der Insel. Vom britischen Stützpunkt Malta aus wurde der Nachschub über See für die deutsch-italienischen Truppen in Afrika entscheidend durch die Versenkung von Nachschubschiffen getroffen.
Im Atlantik wirkte sich die Luftüberwachung durch Geleitflugzeugträger stark auf den Kampf der deutschen U-Boote gegen den Versorgungsverkehr zu den britischen Inseln aus. Die Geleitflugzeugträger hatten ihren Anteil am Sieg über die deutschen U-Boote.
Der erste und bisher einzige deutsche Flugzeugträger Graf Zeppelin lief 1938 vom Stapel. Er wurde jedoch nie fertiggestellt und im August 1947 als „nicht nutzbare Kriegsbeute“ durch zwei Torpedoschüsse sowjetischer Kriegsschiffe in der Ostsee versenkt.
Mitte der 1950er Jahre wurde der Wechsel von Propeller- zu Strahlflugzeugen auf Flugzeugträgern vollzogen, was nur mit neuem großen technischem Aufwand auf den Trägern zu bewerkstelligen war, weil die Strahlflugzeuge viel schwerer waren und viel höhere Landegeschwindigkeiten und Startgeschwindigkeiten hatten.
Man hatte anfangs große Schwierigkeiten beim Einfangen und beim Abschleudern der Maschinen.
Mit der Enterprise führte die United States Navy im Jahr 1961 den ersten atomgetriebenen Flugzeugträger der Welt ein. Die Enterprise war bis zu ihrer Außerdienststellung am 1. Dezember 2012 mit 342 Metern Länge das längste Kriegsschiff der Welt.
Der neueste Träger der amerikanischen Marine führt die Kennung CVN-78 und wurde als Typschiff der aus dem CVN-21-Programm hervorgegangenen Nachfolgern der Nimitz-Klasse auf den Namen Gerald R. Ford getauft. Die Schiffstaufe fand 2013 statt, die Indienststellung erfolgte am 22. Juli 2017. Dieser 13 Milliarden US-Dollar teure Flugzeugträger soll die Nachfolge der in Verschrottung befindlichen Enterprise antreten.
Indien weihte im August 2013 seinen ersten selbstgebauten Flugzeugträger ein: die Vikrant. Indien ist damit das sechste Land der Welt, das einen selbstgebauten Flugzeugträger (oder mehrere davon) hat. In China lief am 26. April 2017 der erste von der Volksrepublik selbstgebaute Flugzeugträger Shandong vom Stapel. Bis dahin hatte China nur die Liaoning im Bestand, welche früher Warjag hieß, der Sowjetmarine gehörte und 1998 halbfertig von China gekauft wurde.
Sowjetische und nachfolgend russische Trägerschiffe werden offiziell immer mit dem Begriff „Flugdeckkreuzer“ bezeichnet, da der Vertrag von Montreux (1936) die Durchfahrt von „Flugzeugträgern“ durch die Dardanellen verbietet. Um die Träger dennoch von den Werften und Häfen an der Schwarzmeerküste ins Mittelmeer und zurück verlegen zu können, verwendet man diese Bezeichnung.

## Bedeutung und Untertypen von Flugzeugträgern
| Land                   | Flugzeugträger | Flugzeugträger         | Hubschrauberträger | Hubschrauberträger     |
| Land                   | im Dienst      | in Bau/auf Kiel gelegt | im Dienst          | in Bau/auf Kiel gelegt |
| ---------------------- | -------------- | ---------------------- | ------------------ | ---------------------- |
| Ägypten                |                |                        | 02                 |                        |
| Frankreich             | 01             |                        | 03                 |                        |
| Indien                 | 02             |                        |                    |                        |
| Russland               | 01             |                        |                    | 02                     |
| Brasilien              |                |                        | 01                 |                        |
| Italien                | 01             |                        | 02                 | 0                      |
| Thailand               | 01             |                        |                    |                        |
| Vereinigtes Königreich | 02             |                        | 01                 |                        |
| Japan                  |                |                        | 04                 |                        |
| Spanien                | 01             |                        |                    |                        |
| Südkorea               |                |                        | 02                 |                        |
| Vereinigte Staaten     | 10             | 03                     | 09                 | 02                     |
| Volksrepublik China    | 02             | 01                     | 03                 | 02                     |
| Australien             |                |                        | 02                 |                        |
| Türkei                 | 0              | 01                     | 01                 |                        |
| Summe                  | 20             | 5                      | 31                 | 6                      |

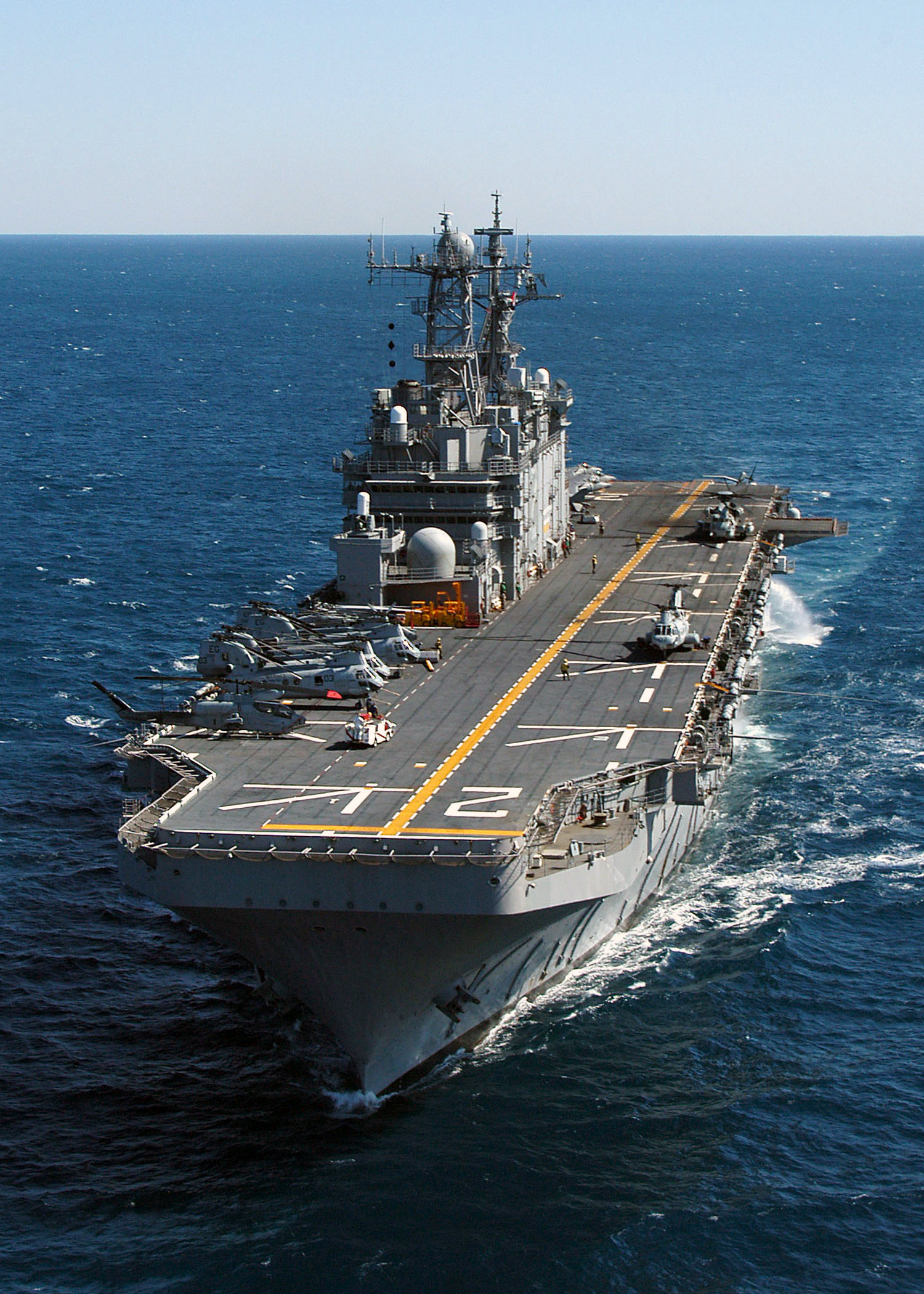
Amphibisches Angriffsschiff: Saipan der US Navy mit Hubschraubern auf dem Flugdeck

Flugzeugträger ermöglichen Militäraktionen weit außerhalb des eigenen Territorialgebietes oder verbündeter Streitkräfte, indem sie Stützpunkte in internationalen Gewässern bereitstellen. Sie kommen sowohl zu Zeiten ohne offene militärische Auseinandersetzungen wie zu Kriegszeiten zum Einsatz. Auf Grund ihrer Kosten und ihrer strategischen Ausrichtung sind sie Bestandteile der Streitkräfte von Großmächten und aufstrebenden Großmächten. Sie sind die größten Schiffe der Marine, sind aber insbesondere ein wichtiges Element der Luftstreitkräfte. Die Träger der US-amerikanischen Nimitz-Klasse, die von zwei Atomreaktoren und vier Dampfturbinen angetrieben werden, haben bis zu 6300 Mann Besatzung, und das letzte Schiff dieser Klasse kostete 6,3 Mrd. US-Dollar. Die monatlichen Betriebskosten eines Flugzeugträgers dieser Größe betragen ca. 13 Mio. Dollar (ohne Personalkosten).
Untertypen von Flugzeugträgern:
- Flottenflugzeugträger
- Leichter Flugzeugträger
- Geleitflugzeugträger
- Flugdeckkreuzer
- Amphibisches Angriffsschiff
- Hubschrauberträger

Außerdem werden Flugzeugträger in Glattdeckträger, also Flugzeugträger ohne 'Insel', und in Träger des „Insel-Typs“ unterschieden. Nach dem Zweiten Weltkrieg wurden nur noch Flugzeugträger des Insel-Typs gebaut.
Lediglich 15 Staaten besitzen Flugzeugträger (siehe Liste aktiver Flugzeugträger): Ägypten, Frankreich, Indien, Russland, Spanien, Brasilien, Italien, Thailand, das Vereinigte Königreich, Japan, Südkorea sowie die Vereinigten Staaten. Das chinesische Tourismusunternehmen Chong Lot hat 2002 den ehemaligen sowjetischen, nicht fertiggestellten Flugzeugträger Warjag von der Ukraine gekauft, offiziell um daraus ein schwimmendes Spielcasino zu bauen. Er wurde jedoch in Dalian vollendet, lief am 10. August 2011 zur ersten Probefahrt aus und wurde am 25. September 2012 unter dem Namen Liaoning in Dienst gestellt. Des Weiteren hat Australien zwei STOVL-Schiffe der Canberra-Klasse in Dienst. Die Türkei hat am 10. April 2023 die Anadolu in Dienst gestellt. Die Anadolu ist ein Flugzeugträger bzw. Amphibisches Angriffsschiff der türkischen Marine.

Die größten und mit Abstand meisten Flugzeugträger gehören zur Flotte der United States Navy (20 Flugzeugträger, 72 % der Wasserverdrängung), gefolgt von Frankreich und Japan (je 4 Flugzeugträger und 5 % bzw. 4 % der Wasserverdrängung) Großbritannien (je 3 Flugzeugträger) und Ägypten (2 Flugzeugträger, 2 % der Wasserverdrängung). Alle anderen Länder mit Flugzeugträgern besitzen einen Flugzeugträger, der zudem deutlich kleiner als die der US Navy ist. In Europa sind es vor allem Frankreich und Großbritannien, die Flugzeugträger besitzen, die mit ähnlichen Ausmaßen entwickelt werden. So möchte Frankreich mit dem PANG-Projekt einen atomaren Flugzeugträger bis 2038 entwickeln, dieser soll 300 Meter lang sein und mit 75.000 Tonnen Verdrängung ein Supercarrier sein, außerdem wird überlegt, langfristig einen zweiten Flugzeugträger dieser Klasse zusätzlich einzusetzen. Auch bereits heute verfügt die französische Marine Nationale mit der Charles de Gaulle über den einzigen atomaren Flugzeugträger außerhalb der USA, und über drei Hubschrauberträger, ein weiterer in Planung. 

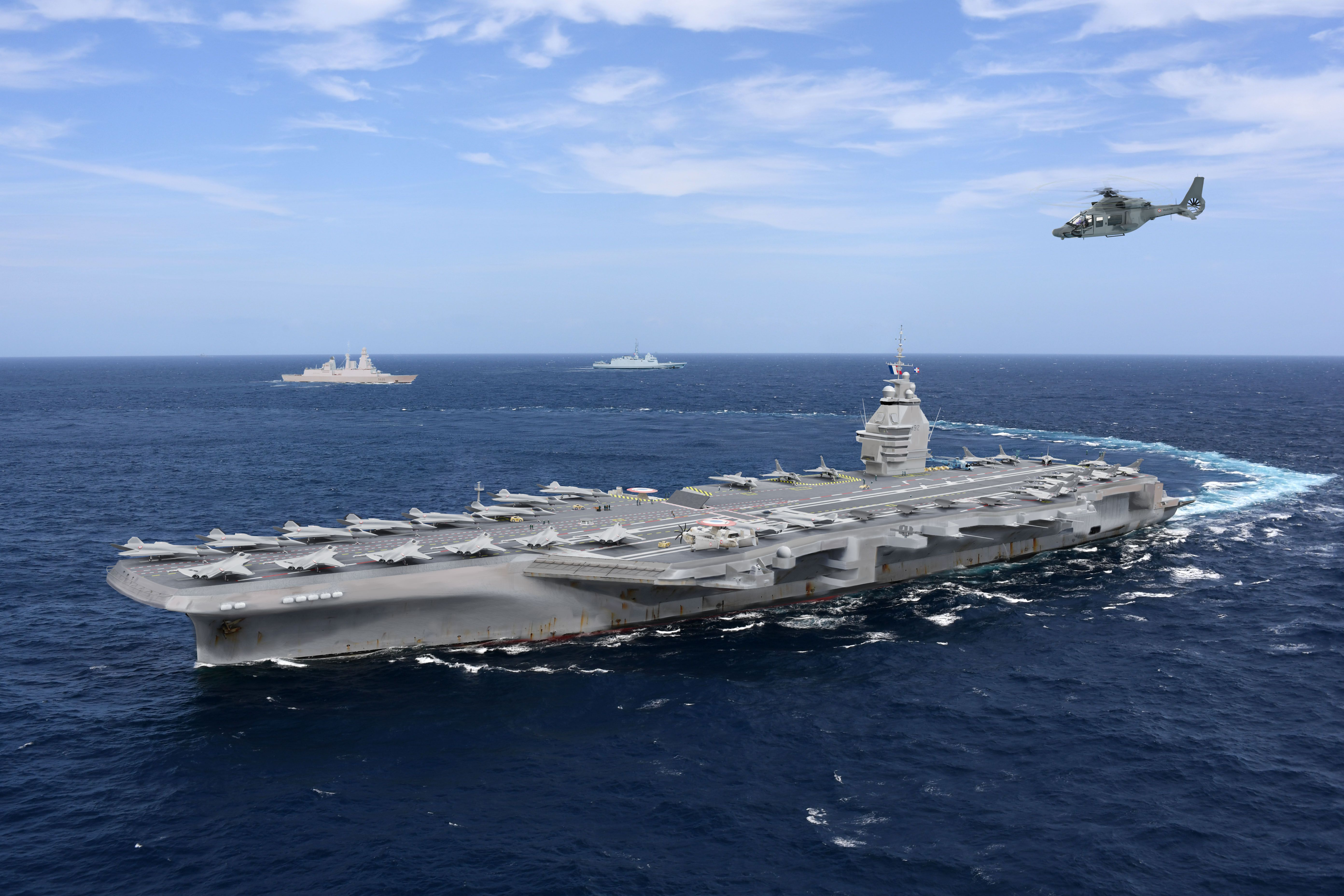
PANG-Projekt

 Auch hat Großbritannien aktuell zwei neue Flugzeugträger der Queen-Elizabeth-Klasse. Allerdings sind diese mit 284 Metern von geringerer Größe als die Flugzeugträger der US Navy und ihr Antrieb ist auch nicht atomar wie bei diesen.

Queen-Elizabeth-Klasse

Die strategische Bedeutung des Schiffstypus Flugzeugträger verdeutlichte US-Präsident Bill Clinton im Jahre 1993 in einer Radioansprache an die US-Streitkräfte, die er auf dem Flugzeugträger Theodore Roosevelt hielt:

“When word of a crisis breaks out in Washington, it’s no accident that the first question is: [‘]Where is the nearest carrier?[’]”

„Wenn sich in Washington eine [internationale] Krise bemerkbar macht, ist es kein Zufall, dass allgemein als erste Frage gestellt wird: ‚Wo liegt der nächste Flugzeugträger?‘“

Die US Navy hat auch mehrere amphibische Angriffsschiffe im Dienst, sogenannte Amphibious Assault Ships. Diese kleineren, vielseitig einsetzbaren Flugzeugträger dienen dem Transport von etwa 3.000 Soldaten des US Marine Corps sowie zusätzlichem militärischen Gerät wie zum Beispiel Landungsbooten. Neben Hubschraubern können auch senkrechtstartende Kampfflugzeuge auf dem Flugdeck stationiert werden. Großbritannien und Frankreich verfügen ebenfalls über solche Schiffe.

## Seeflugzeugträger
Eine Besonderheit waren Flugzeugmutterschiffe und Seeflugzeugträger. Sie trugen Schwimmerflugzeuge oder Flugboote, die nach dem Niedergehen auf dem Wasser mit einem Kran an Deck geholt wurden. Der Start erfolgte ebenfalls vom Wasser aus oder mit einem Flugzeugkatapult von Deck. Mit der Entwicklung von mit Flugdeck ausgerüsteten Flugzeugträgern, auf denen Radflugzeuge starten und landen konnten, wurden diese Schiffe obsolet. Als Beispiel ist die Schwabenland erwähnenswert, die bei der Deutschen Antarktis-Expedition 1938/39 eingesetzt wurde, um Dornier Wal-Flugboote per Katapult zu starten und dann per Flugzeughebekran wieder an Bord zu nehmen. Ebenso erwähnenswert sind die U-Boot Flugzeugträger der japanischen Marine im Zweiten Weltkrieg, die I-400- und AM-Klassen, welche ebenfalls als Mutterschiffe agierten und Wasserflugzeuge in teilweise zerlegtem Zustand transportierten und zum Start aussetzen konnten.

## Luftschiffe als Flugzeugträger
Nur drei Luftschiffe, LZ 126/ZR-3 „USS Los Angeles“, USS Akron und USS Macon konnten jemals – von 1929 bis 1935 – (kleinere) Flugzeuge entlassen und aufnehmen.

## Technik

### Rumpf

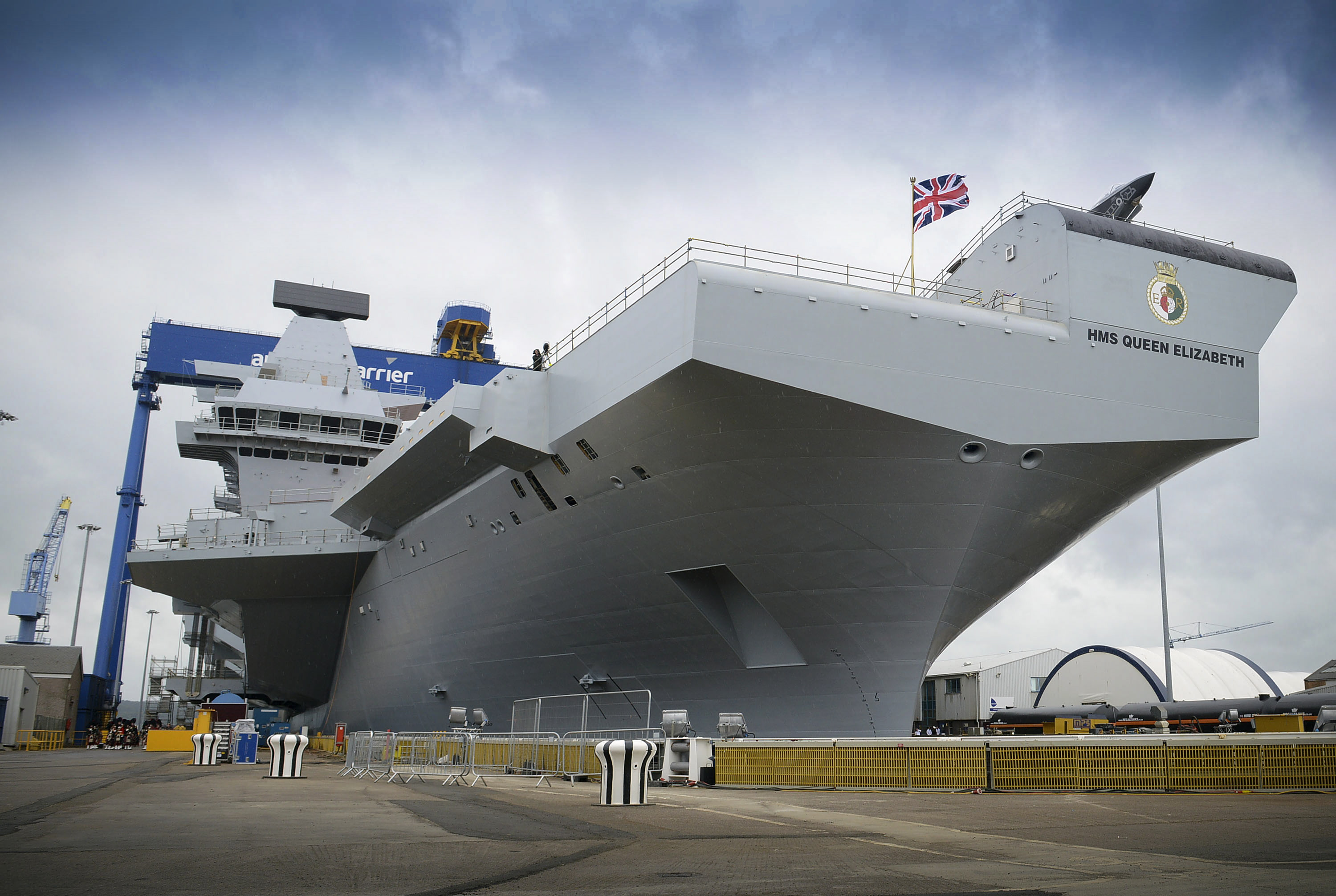
Queen Elizabeth nach ihrer Schiffstaufe in der Werft von Rosyth

Der Rumpf eines Flugzeugträgers der amerikanischen Nimitz-Klasse ist knapp 333 m lang und hat einen Tiefgang von bis zu 12 m. Die britischen Träger der Invincible-Klasse sind mit rund 210 m Länge ein gutes Drittel kleiner. Der Rumpf von Schiffen der Essex-Klasse besteht aus Stahl mit einer Dicke von mehreren Zentimetern. Unter der Wasserlinie besteht der Rumpf als Schutz vor Beschädigung aus einer Doppelhülle. Stabilität und Sicherheit werden durch die Einteilung in Schotten (quer) und Decks (horizontal) erreicht. Über der Wasserlinie wird der Rumpf, um das Flugdeck zu tragen, immer breiter und bietet dadurch auch mehr Raum für Hangars und andere Räume. Unter dem Flugdeck befinden sich im Hangardeck die untereinander verbundenen Hangars, die die dreifache Höhe normaler Decks haben. In diesen sind die Flugzeuge untergebracht und können dort gewartet werden. Sie werden über bis zu vier Aufzüge, die sich seitlich am oder direkt im Rumpf befinden, zum Flugdeck gebracht. Weitere drei Decks unter den Hangars befinden sich die Maschinenräume.
Um möglichst viel Platz für das Flugdeck zur Verfügung zu haben, sind bei allen modernen Trägern die Kommandobrücke, alle Antennen und Radaranlagen auf einem einzigen Decksaufbau untergebracht. Diese sogenannte „Insel“ liegt meistens an der Steuerbordseite. Eine Ausnahme bildet die britische Queen-Elizabeth-Klasse, die über zwei getrennte Inseln verfügt. Damit sollen zwei konträre Anforderungen erfüllt werden: Für eine Optimierung der Schiffsführung sollte sich die Kommandobrücke möglichst weit vorne befinden, für die Flugdeckkontrolle ist dagegen ein möglichst weit hinten liegender Aufbau vorteilhaft. Außerdem helfen zwei getrennte Inseln, im Falle einer Beschädigung des Schiffs den Schaden einzudämmen.
Der Rumpf ist auf eine hohe Geschwindigkeit ausgelegt, daher wird der maximale Völligkeitsgrad (Schiffshydrodynamik) erst im hinteren Teil erreicht. Durch diese Auslegung und die Länge des Schiffs wird eine hohe Rumpfgeschwindigkeit erreicht, welche in Kombination mit einem leistungsfähigen Antrieb eine hohe maximale Geschwindigkeit ermöglicht. Die Stabilität geht damit vom Heck aus. Beim Vergleich der Ansicht eines Frachtschiffes und eines Flugzeugträgers von schräg vorne ist zu erkennen, wie schmal der Bug eines Flugzeugträgers ist.

### Flugdeck

Diese nach dem Zweiten Weltkrieg entwickelte Flugdeckform erlaubt das gleichzeitige Starten und Landen von Flugzeugen.

Die Entwicklung der Flugdecks bei US-amerikanischen Flugzeugträgern

Flugzeugträger gibt es in zwei grundlegenden Konfigurationen: Die meisten haben ein flaches Deck als Start- und Landefläche für Flugzeuge. Ein Dampfkatapult (seit Juli 2017 auf der Gerald R. Ford erstmals ein elektromagnetisch angetriebenes Katapult) beschleunigt das Flugzeug, das seinen Start durch vollen Schub unterstützt, in zwei Sekunden auf Startgeschwindigkeit. Um auf dem Träger zu landen, muss ein Flugzeug mit seinem Fanghaken eines von mehreren quer auf dem Deck ausliegenden Stahlseilen aufnehmen. Es wird dann innerhalb von 100 Metern zum Stehen gebracht. Bei großen Flugzeugträgern ist das Flugdeck in einem Winkel zum Hauptdeck angeordnet; dadurch erhalten Flugzeuge, die die Fangseile verfehlt haben, die Möglichkeit durchzustarten, ohne Gefahr zu laufen, in die am Bug abgestellten Maschinen zu stürzen. Für diese Art der Flugoperationen werden spezielle trägergestützte Flugzeuge benötigt, die für solche ausgelegt sind. Das Prinzip wird als Conventional Take-Off and Landing (CTOL) bezeichnet.
Der zweite Ansatz von vielen Marinen – wie der britischen, italienischen, spanischen, indischen und russischen – ist eine Art „Sprungschanze“ an einem Ende des Decks, ein sogenannter Ski-Jump, die dem Flugzeug beim Start hilft. Diese Schiffe werden als STOVL- (Short Take-Off and Vertical Landing) oder STOBAR-Flugzeugträger (Short Take-Off But Arrested Recovery) bezeichnet. Das Prinzip wurde Ende der 1970er Jahre von der britischen Royal Navy entwickelt, um eine kostengünstigere und kleinere Art von Flugzeugträgern zu bauen. Nachdem es sich im Falklandkrieg bewährt hatte, begannen auch andere Nationen, dem britischen Beispiel zu folgen. Dies funktioniert mit senkrecht startenden Jets wie der britischen Hawker Siddeley Harrier, die fast ohne Vorwärtsbewegung starten und landen können, aber auch mit anderen Flugzeugen, die über entsprechend leistungsfähige Triebwerke verfügen. Der modifizierte Abflugwinkel gibt in diesem Fall dem Flugzeug mehr Zeit nach Verlassen des Flugdecks, auf eine für den Horizontalflug ausreichende Geschwindigkeit zu beschleunigen. Katapulte entfallen somit – bei Senkrechtstartern zusätzlich auch die Fangseile für die Landung.
In beiden Fällen läuft das Schiff während Start- oder Landeoperationen mit bis zu 35 kn (64 km/h) gegen den Wind, um die notwendige Geschwindigkeit des Flugzeuges über dem Trägerdeck, bzw. die relative „Stall speed“ herabzusetzen. Der Unterschied zur wahren Geschwindigkeit über Grund (engl. „Ground speed“) ist somit nur mehr die zusätzliche Reduktion dieser durch die Relativbewegung des Flugzeugträgers gegenüber der Erdoberfläche (Meeresoberfläche).
Beispiel: Einmotorige Sportmaschinen, wie zum Beispiel die Katana DA20 mit einer sehr geringen Stall speed (45 kcas), könnten auf einem Flugzeugträger mit 35 kn Fahrt und bei rund 20 kn Gegenwind, also in Summe 55 kn True Airspeed über Deck, wie Hubschrauber starten und landen.

### Antrieb
Die modernen US-Träger sowie die französische Charles de Gaulle beziehen die Energie für ihre Dampfturbinen aus mehreren (meist zwei) Druckwasserreaktoren, wodurch sie eine sehr große Leistung und Reichweite haben. Alle anderen Flugzeugträger werden konventionell mit Kesseln oder Gasturbinen angetrieben. Mit bis zu vier Propellern erreichen sie eine Geschwindigkeit von über 30 Knoten.

### Betriebsdauer
Die US Navy gibt ihren Flugzeugträgern eine Einsatzzeit von 50 Jahren. Zur Hälfte, nach 25 Jahren, kommen sie für vier bis fünf Jahre in eine Werft und werden aufwendig überholt.

## Kennung
Im Gegensatz zu Fregatten oder Zerstörern gibt es international keine einheitliche Kennung für Flugzeugträger.

### Kennungen der US Navy
Die Flugzeugträger der US Navy werden traditionell mit „CV“, gefolgt von einer Nummer gekennzeichnet, also zum Beispiel CV-6 für die Enterprise des Zweiten Weltkriegs und CVN-65 für die bis 2012 aktive Enterprise. Die Zahl bedeutet in diesem Fall den 6. bzw. 65. in Auftrag gegebenen Flugzeugträger der US Navy. Das „C“ steht für „Kreuzer“ (englisch: „cruiser“), da Flugzeugträger in ihren Anfängen umgebaute Kreuzer und ursprünglich der „Scouting Force“ zugeordnet waren. Der Buchstabe „V“ deklariert bei der US Navy eine bestimmte Klasse von Luftfahrzeugen, die schwerer als Luft sind (englisch: „heavier-than-air craft“, bzw. „aerodynes“), sich in selbiger aber von alleine bewegen können (im Gegensatz zu Fahrzeugen, wie bspw. einem Zeppelin, der nämlich leichter als Luft ist und dementsprechend englisch „lighter-than-air craft“, bzw. „aerostats“ genannt wird). Diese Klasse beinhaltet auch alle Starrflügelflugzeuge (englisch: „fixed wing“). Vermutlich aus diesem Grund hat die US Navy die Bezeichnung V gewählt, auch deshalb, weil CA bereits für schwere Kreuzer und AC für Kohle- und Treibstofftransporter vergeben war. Ein Flugzeugträger mit der Kennung CV hat somit die primäre Aufgabe, Starrflügelflugzeuge zu tragen. Die häufig verwendeten Bezeichnungen Carrier Vessel oder Carrier Vehicle – für US-Flugzeugträger – sind daher nicht korrekt, werden aber im militärischen Sprachgebrauch ebenso oft verwendet.
Atomgetriebene Flugzeugträger tragen den Zusatz N für Nuclear. Die Kennung aller heute aktiven US-Flugzeugträger ist auf Grund des Atomantriebs daher CVN.
Der Zweite Weltkrieg führte zu folgenden weiteren, heute aber nur mehr selten verwendeten, Bezeichnungen in der US Navy:
- CVE (cruiser, with heavier-than-air craft, escort) – Geleitflugzeugträger
- CVL (cruiser, with heavier-than-air craft, light) – Leichter Flugzeugträger
- CVB (cruiser, with heavier-than-air craft, battle) – große Flugzeugträger
- CVA (cruiser, with heavier-than-air craft, attack) – Angriffsflugzeugträger
- CVS (cruiser, with heavier-than-air craft, anti-submarine) – U-Jagdträger (Flugzeugträger vornehmlich für Flugzeuge zur U-Boot-Bekämpfung)
- AVT (auxiliary, with heavier-than-air craft, training) – Trainings-Flugzeugträger[14]

Andere Typen von Trägern, deren Hauptaufgabe nicht das Operieren von Starrflügelflugzeugen ist (Helikopterträger, amphibische Landeschiffe), werden wie folgt gekennzeichnet:
- LPH (amphibious assault helicopter carriers) – amphibische Landungsträger für Helikopter und Marineinfanteristen (Marines)
- LHD (landing helicopter dock) – Helikopterträger (auch geeignet für Senkrechtstarter wie den AV-8B Harrier)
- LHA (landing helicopter assault) – Gleiche Eigenschaften wie LHD, jedoch als amphibisches Angriffsschiff ausgelegt (Hüllen- bzw. Rumpfklassifikation der Tarawa- und zukünftig auch America-Klasse).

### Kennungen der Royal Navy
Die Flugzeugträger der britischen Royal Navy tragen die Kennung R. Während des Zweiten Weltkriegs bezeichnete die Royal Navy Flugzeugträger, die im Atlantik stationiert waren, mit D, jene im Pazifik mit R. Um die Kennungen zu vereinheitlichen, wurden später alle Flugzeugträger mit R bezeichnet, da D nur noch für Zerstörer verwendet wurde. Die genaue Bedeutung der Abkürzung R ist heute nicht mehr genau nachvollziehbar. Sie hat aber wahrscheinlich ihren Ursprung im alten Kennungssystem der Royal Navy, dessen Buchstaben sich auf die Heimatbasis der Schiffe bezogen (D = Devonport, R = Rosyth).

### Kennungen anderer Staaten
Viele Nationen haben die Kennung R der Royal Navy übernommen, es gibt aber auch Ausnahmen:
- Italien kennzeichnet seine Flugzeugträger nur mit Nummern.
- Russland besitzt zurzeit nur einen Flugzeugträger, der jedoch aus seerechtlichen Gründen als schwerer Flugdeckkreuzer klassifiziert ist.
- Brasilien kennzeichnet seine Flugzeugträger auch mit dem Präfix NAe (portugiesisch „navio-aeródromo“).
- China kennzeichnet seinen ersten selbst entwickelten Flugzeugträger als Typ 001A[15]

## Im Verband

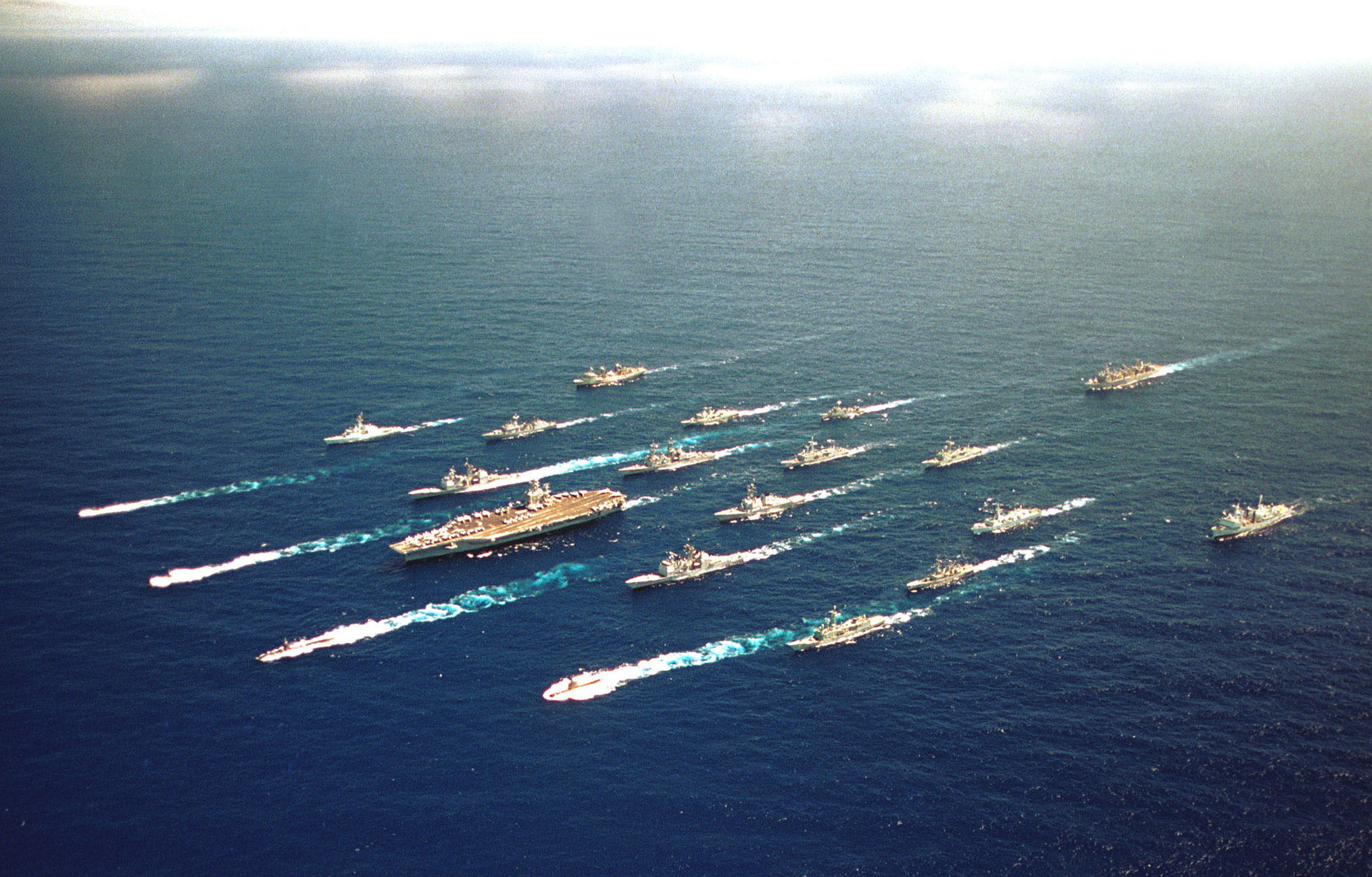
Trägerkampfgruppe um die Abraham Lincoln

Flugzeugträger operieren nie alleine, sondern zusammen mit verschiedenen Begleitschiffen, die für Schutz und Versorgung sowie zusätzliches Offensivpotenzial sorgen. Diese Begleitflotte setzt sich in der Regel aus Kreuzern, Zerstörern und Fregatten zusammen, die den Verband gegen Bedrohungen aus der Luft, durch andere Seeeinheiten oder durch U-Boote schützen. Zusätzlich werden U-Boote zur Aufklärung und U-Jagd eingesetzt. Versorgungsschiffe und Tanker erweitern den Aktionsradius der Trägergruppe um ein Vielfaches. Außerdem können diese Schiffe zusätzliche Offensivkapazität bereitstellen, zum Beispiel Marschflugkörper.
Ältere sowjetische Flugzeugträger verfügten ihrerseits über eine so starke Eigenbewaffnung, dass sie nicht auf den Schutz weiterer Begleitschiffe angewiesen waren.

## Flugbetrieb

### Start

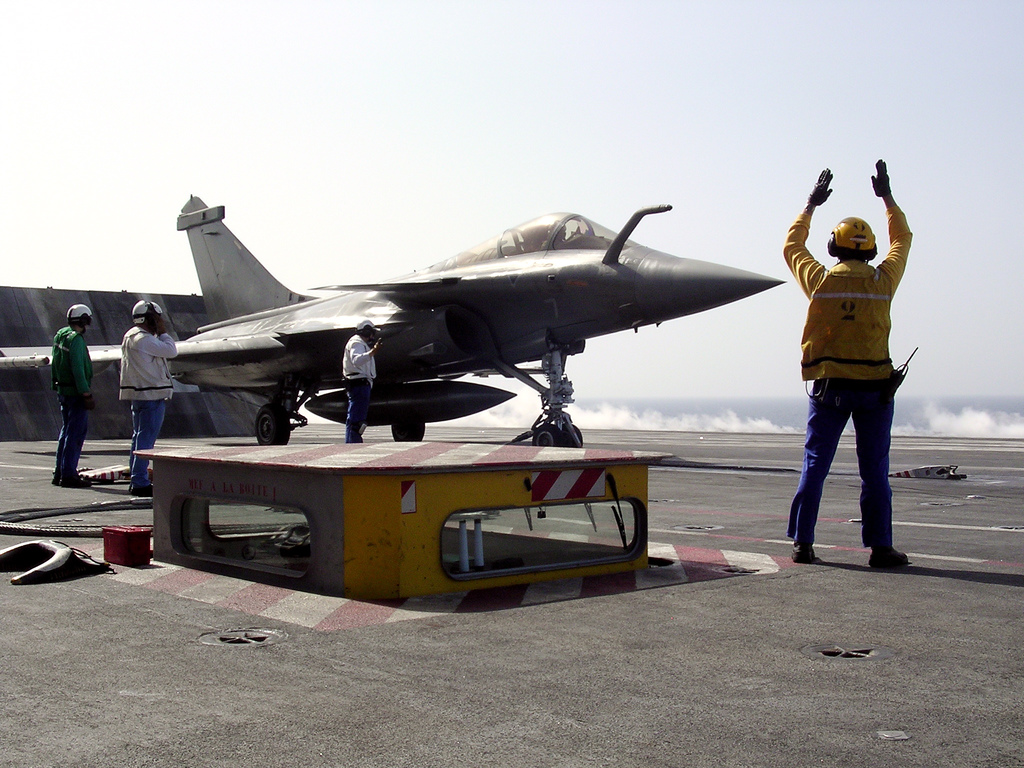
Der Katapultstart einer Rafale wird auf dem Flugdeck der Charles de Gaulle vorbereitet

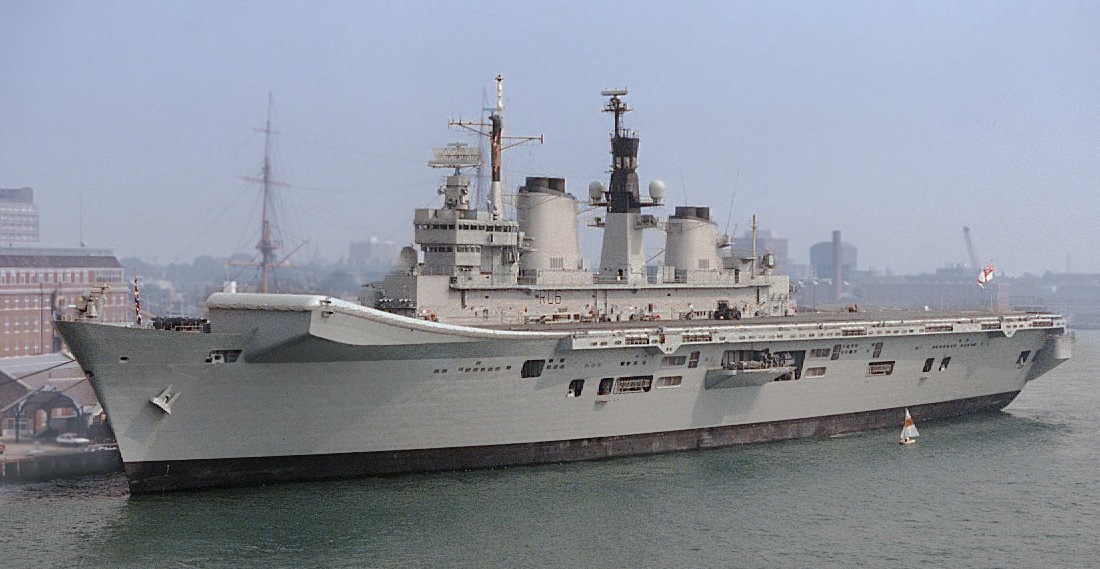
Die Illustrious, gut zu sehen die Schanze

Der Start erfolgt entweder über Flugzeugkatapulte, über eine Sprungschanze (Ski-Jump) oder im Senkrechtstart.

#### Katapultstart
Bei Flugzeugträgern der US Navy, der französischen Marine Nationale und der brasilianischen Marine werden die Flugzeuge mittels Flugzeugkatapulten auf Startgeschwindigkeit gebracht. Um die Besatzung und wartende oder geparkte Flugzeuge auf dem Flugdeck zu schützen, wird hinter einem zu startenden Flugzeug ein Stück des Bodens („Gasstrahlabweiser“, engl. „Jetblast Deflector“, JBD) hochgeklappt, sodass die Abgasstrahlen nach oben abgelenkt werden. Der eigentliche Start erfolgt in nur wenigen Sekunden, in denen das Flugzeug auf Startgeschwindigkeit beschleunigt wird.

#### Schanzenstart
Auf den russischen, britischen, chinesischen, indischen, spanischen und italienischen Flugzeugträgern gibt es keine Dampfkatapulte. Stattdessen gibt es ein Startdeck, das am Ende hochgebogen ist, ähnlich wie eine Sprungschanze, der sogenannte Ski-Jump. Die russischen Marineflugzeuge werden von Bremsklötzen festgehalten und die Besatzung durch Strahlabweiser wie bei den amerikanischen Flugzeugträgern geschützt. Das startende Flugzeug fährt die Triebwerke mit Nachbrennern hoch, bewegt sich aber nicht vorwärts, weil die Bremsklötze das Flugzeug zurückhalten. Sobald die Bremsklötze das Flugzeug loslassen, beschleunigt es und startet über die Rampe vom Schiff.

#### Senkrechtstart
Diese Variante des Starts wird normalerweise nicht verwendet. VTOL-fähige Flugzeuge starten normalerweise über eine Schanze und landen senkrecht. Dies hat den Vorteil, dass die Flugzeuge beim Start mehr Nutzlast mitführen können.
Das Transportflugzeug V-22 Osprey kann dagegen mit voller Nutzlast auch vertikal abheben. Lediglich die Reichweite wird durch den vertikalen Start herabgesetzt. Auch die auf allen Trägern stationierten Hubschrauber starten immer senkrecht, werden aber als Drehflügler nicht zu den Flugzeugen gezählt.

#### Start per Kurzstartfähigkeit
Auf den Amphibious Assault Ships der US Navy starten die auf ihnen eingesetzten Senkrechtstarter mit kurzem Anlauf. Die Schiffe verfügen nicht über Katapulte, aber auch nicht über Schanzen.

### Landung

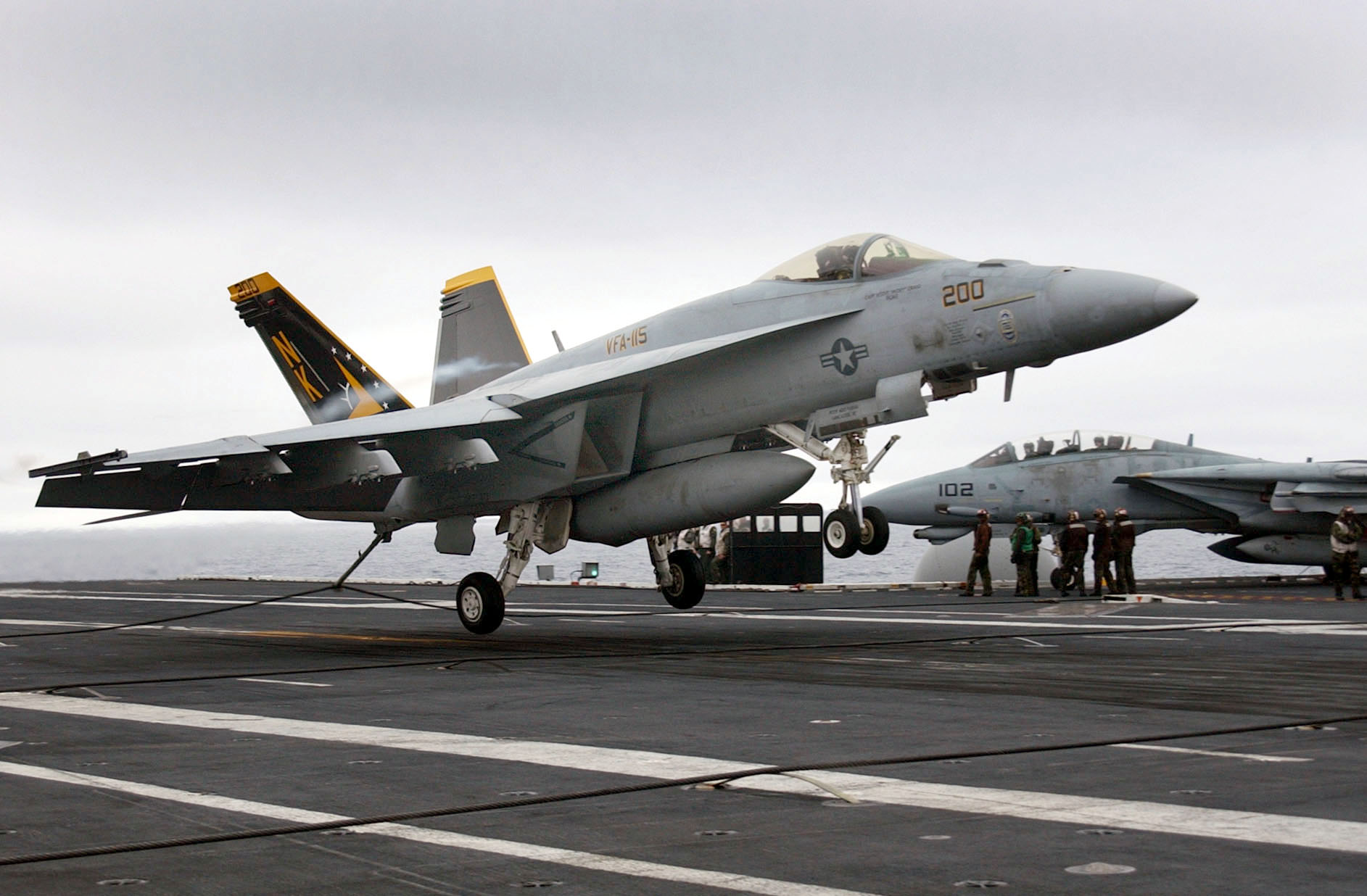
Eine F/A-18E landet mit Hilfe des Fanghakens auf der John C. Stennis

Die Landung auf einem Träger gehört mit zu den anspruchsvollsten und gefährlichsten fliegerischen Operationen, besonders, wenn sie bei Nacht oder schlechtem Wetter durchgeführt werden soll. Es gibt zwei Arten von Landungen, die Landung mit Fangseilen und die Senkrechtlandung.

#### Landung mit Fangseilen
Diese Art der Landung wird auf fast allen Flugzeugträgern angewandt. Hierbei sind auf dem hinteren Flugdeck meist vier (bei einigen Flugzeugträgern aber auch nur drei) Fangseile gespannt, von denen der Pilot eines mit dem Fanghaken „erwischen“ muss. Vorzugsweise sollte der Pilot bei diesem Manöver den Träger so anfliegen, dass er sich möglichst in das dritte Seil einhakt.
Der grundlegende Ablauf auf einem amerikanischen Flugzeugträger ist folgender:
- Das vom Einsatz zurückkehrende Flugzeug fliegt zunächst eine klassische Platzrunde um den Flugzeugträger, um an Höhe und Geschwindigkeit zu verlieren. Die Fangseile werden auf das aktuelle Landegewicht des Flugzeuges eingestellt, um dieses effektiv zu bremsen.
- Im Endanflug fährt der Pilot das Fahrwerk und den Fanghaken aus. Die Führung des Jets wird nun von der Leitzentrale des Trägers an die Landeoffiziere auf dem Flugdeck übergeben. Dieser Landesignaloffizier (LSO), der selbst Pilot auf dem Flugzeugträger ist, „spricht den Piloten herunter“, indem er ihm jeweils mitteilt, wie seine Fluglage von der Ideallinie abweicht. Bei Nacht oder schlechter Sicht benötigt der LSO hierzu ein Hilfsmittel, durch das die Horizontlinie mit Lichtern markiert wird. Diese Markierung kann durch einen Hubschrauber, Leuchtbojen oder ein Schiff der Flugzeugträgerkampfgruppe zur Verfügung gestellt werden. Der Gleitwinkel wird dem Piloten auch durch ein optisches Landehilfesystem angezeigt (von den Piloten „Meatball“ genannt), bei der ein verschiebbares Licht sich in einer Linie mit einer stationären grünen Lichterkette befindet, wenn der Gleitwinkel korrekt ist. Fliegt der Pilot den Träger zu flach an, liegt das Licht unterhalb der Lichterkette, bei einem zu steilen Gleitwinkel liegt es oberhalb. Sollten die LSOs irgendeine Unregelmäßigkeit feststellen, betätigen sie eine Taste, die das Lichtsignal auslöst, das dem anfliegenden Piloten das „wave off“-Signal gibt. Der Pilot bricht den Landeanflug sofort ab und startet durch, um es erneut zu versuchen. Die LSOs bewerten die Anflüge aller Piloten und vergeben Noten, die wichtig für deren weitere Laufbahn sind.
- Wenn der Pilot den Gleitwinkel und die Geschwindigkeit trifft, fängt der Haken das dritte Seil und das Hauptfahrwerk berührt das Deck. Das Flugzeug wird sofort abgebremst. Beim Aufsetzen des Hauptfahrwerkes gibt der Pilot vollen Schub, um bei einem Fehlschlag (engl. bolter), wenn beispielsweise der Haken zurückfedert, sicher durchstarten zu können. Wurde das Fangseil erwischt, wird das Flugzeug hydraulisch gebremst und kommt innerhalb von nur zwei Sekunden auf einer Strecke von knapp 50 m zum Stehen. Der Pilot wird bei diesem Manöver extrem in die Gurte gedrückt. Sofort werden die Triebwerke in Leerlauf geschaltet, der „hook runner“ löst den Haken vom Fangseil und der Haken wird eingezogen. Danach rollt das Flugzeug in die vorgegebene Parkposition.
- Ein Flugzeug hat üblicherweise Kerosin für zwei Landungen im Tank (Nimitz-Klasse). Nach zwei erfolglosen Landeversuchen muss in der Luft nachgetankt werden. Für derartige Zwischenfälle ist immer eine mit Luftbetankungsbehälter ausgerüstete Boeing F/A-18 im Luftraum über dem Flugzeugträger.
- In besonderen Notfällen ist der Pilot eventuell nicht in der Lage, sein Flugzeug vorschriftsmäßig zu landen, beispielsweise weil der Fanghaken beschädigt wurde. In solch einem Fall wird auf dem Flugdeck ein Netz gespannt, mit dem das Flugzeug auch ohne Fangseile zum Stehen gebracht wird. Meist jedoch führt eine solche Landung zu Schäden am Flugzeug.
- Eine F-18 Hornet kann auch vollautomatisch ohne Zutun des Piloten gelandet werden. Dieses Verfahren wird aber nur im Notfall angewendet, weil im Kriegsfall die Elektronik durch den Gegner gestört werden kann. Auch dann muss eine sichere Landung möglich sein.

#### Senkrechtlandung

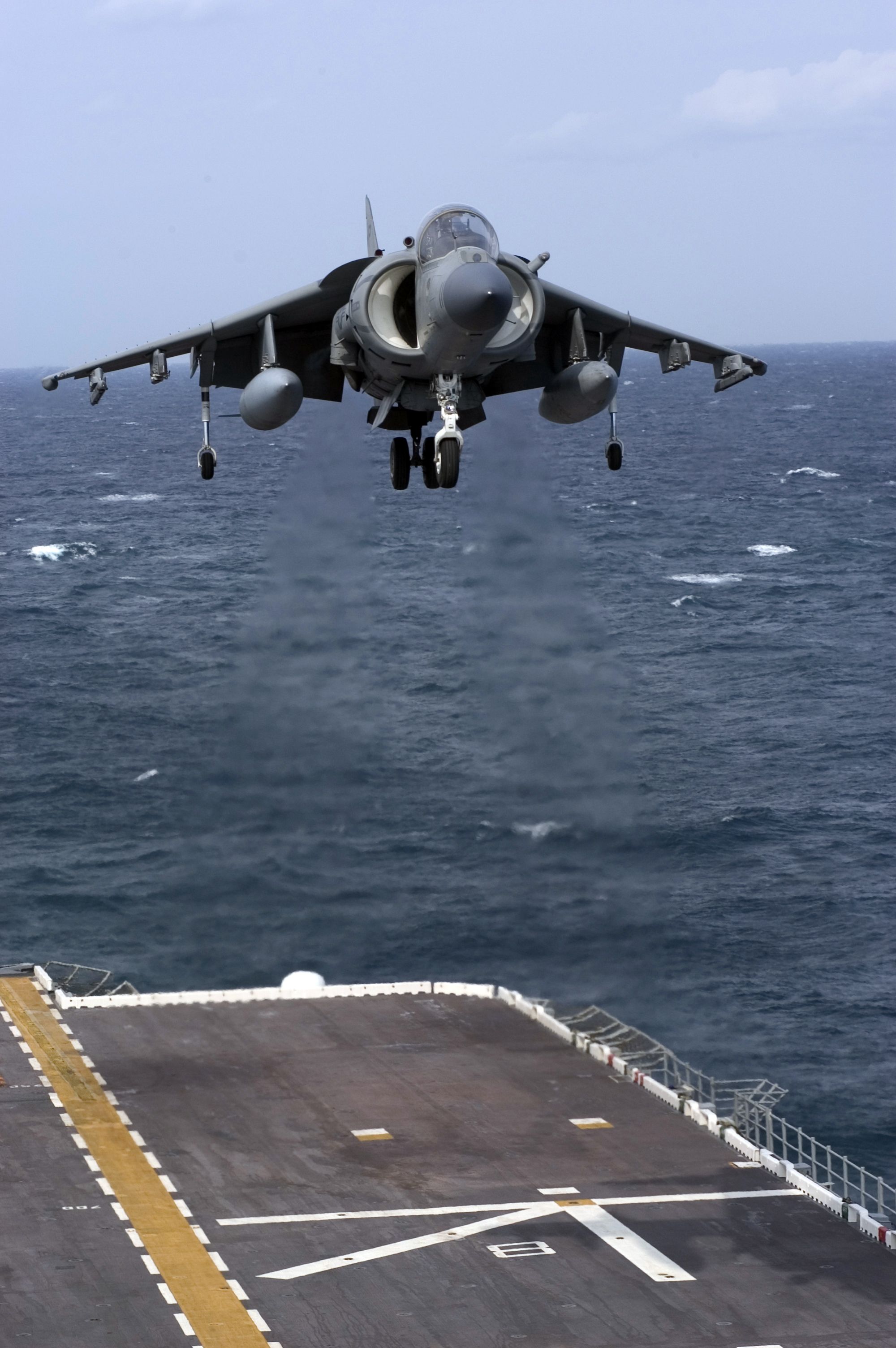
Eine AV-8B Harrier II+ des US Marine Corps unmittelbar vor der Landung auf der Nassau

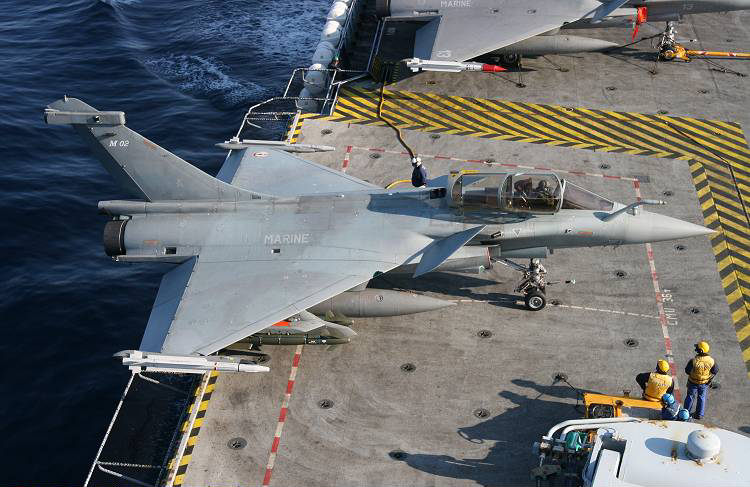
Eine Rafale M02 auf einem der beiden Aufzüge des Flugzeugträgers Charles de Gaulle

Diese Art der Landung wird momentan nur mit dem Hawker Siddeley Harrier oder dem V-22 Osprey und durch ihre Nutzer US Marine Corps, Royal Air Force und Royal Navy (Fleet Air Arm) betrieben. Die Marine Corps operieren mit ihren Flugzeugen nicht nur von Flugzeugträgern, sondern auch von Hubschrauberträgern der America- und Wasp-Klasse. Die Harrier-Flugzeuge werden in Zukunft von der im Moment in der Testphase befindlichen Lockheed Martin F-35 abgelöst. Von diesem Flugzeugtyp hat auch Italien Maschinen für den Einsatz auf ihren Trägern bestellt.
Wie auch beim Start nutzen Hubschrauber immer ihre Fähigkeit, senkrecht zu landen.

### Luftfahrzeuge
Auf einem Flugzeugträger werden unterschiedliche Typen von Luftfahrzeugen eingesetzt, die in folgende Kategorien eingeteilt werden:
- Flugzeuge: Strahlflugzeuge, Turbopropmaschinen, Schwenkrotorflugzeuge,
- Hubschrauber.

Die Strahlflugzeuge können wiederum in folgende Kategorien unterteilt werden:
- konventionelle Strahlflugzeuge,
- Schwenkflügelflugzeuge (zum Beispiel F-14 Tomcat),
- V/STOL-Maschinen („Senkrechtstarter“, beispielsweise Hawker Siddeley Harrier).

Die Luftfahrzeuge dienen unterschiedlichsten Zwecken:
- Bekämpfung von Luftzielen (andere Luftfahrzeuge, Flugkörper),
- Bekämpfung von Überwasserzielen (Schiffe und Boote),
- Bekämpfung von Unterwasserzielen (U-Boote),
- See- und Luftraumüberwachung, Frühwarnung,
- Angriffe auf Landziele,
- elektronische Kampfführung (ELOKA), Störung gegnerischer Sensoren,
- Luftaufklärung,
- Luftbetankung,
- Seenotrettung, Transport, Verbindungsflüge, Spezialoperationen.

### Flugdeckbesatzung
Auf dem Flugdeck sind Besatzungsmitglieder für verschiedene Zwecke tätig. Sie werden anhand ihrer farbigen Hemden, Arbeitswesten und Helme bzw. Helmbezüge nach ihren Funktionen an Deck unterschieden.
Auf Flugzeugträgern der United States Navy werden folgende Farben verwendet:
| Weiß: - kommen bei Abstürzen, Unfällen und Brandbekämpfung zum Einsatz - Sicherheit - Ärzte und Sanitäter - Überwachung der Flugbewegungen - Landeoffizier - Kontrolle der Flugzeug-Sauerstoffanlagen | |
| Gelb: - Einweisung der Flugzeuge - Freigabe eines Flugzeugs für das Katapult - Kontrolle der Fangseile                                                                                                | Grün: - Katapultstarts - Fangseilanlage |
| Violett: (Spitzname „Grapes“, übersetzt „Weintrauben“) - Betankung der Flugzeuge | Rot: - kümmert sich um Bewaffnung - Treibstoffaufnahme von Begleitschiffen - Personenbergung bei Unfällen - kommt in zweiter Linie bei Unfällen und Feuer zum Einsatz |
| Blau: - Traktorfahrer - Bewegen und Sichern der Flugzeuge auf Deck - Bedienung der Aufzüge | Braun: - Wartung der Flugzeuge - Einsatzzuteilung |

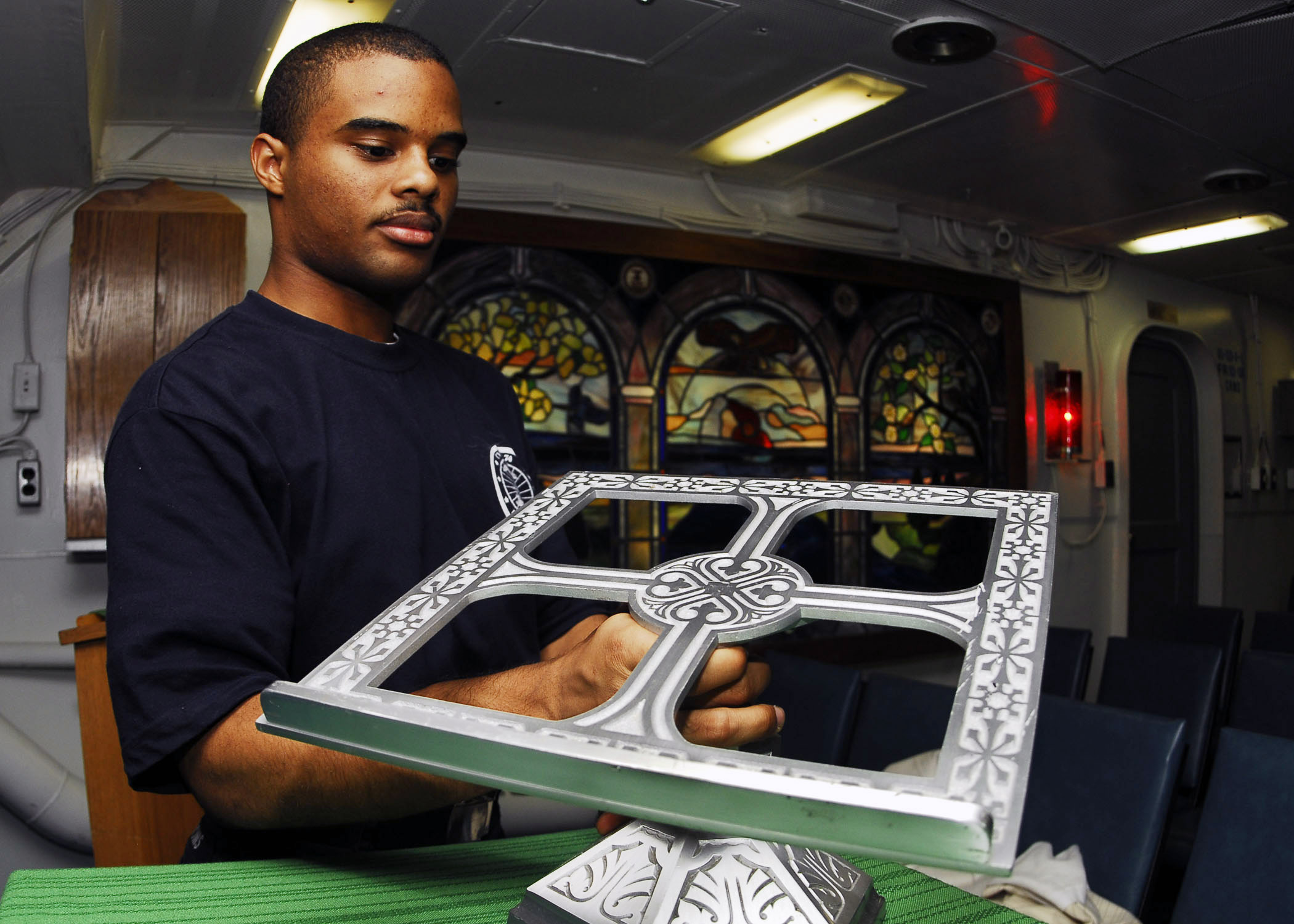
Kapelle in der John C. Stennis (2007)